# Tropiska cyklonen Nargis
Den mycket kraftiga cyklonen Nargis var den första tropiska cyklonen i den Indiska orkansäsongen 2008.

## Stormhistoria

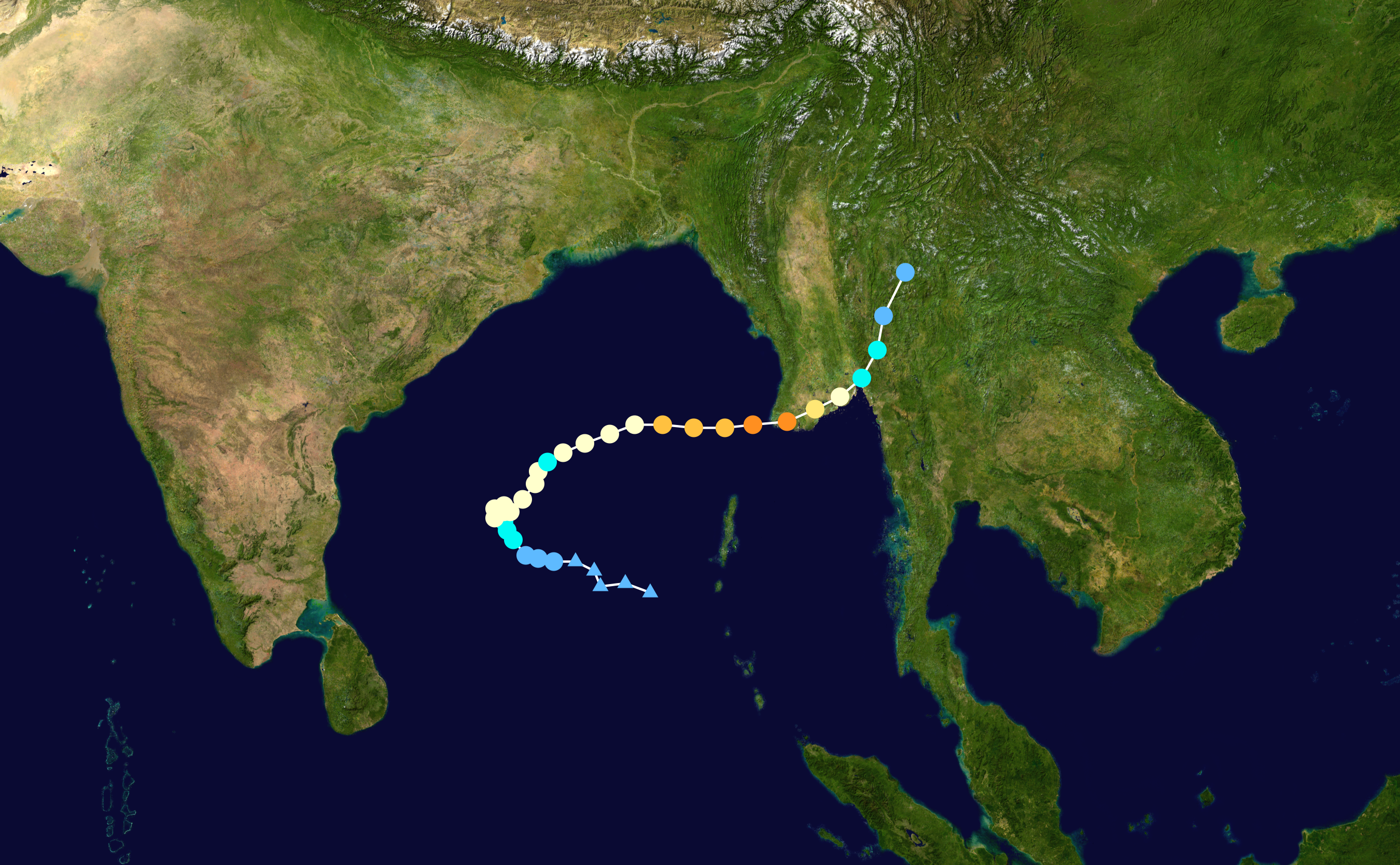
Nargis bana

Ett oroligt väderområde bildades först öster om Nikobarerna den 24 april. Det började sakta att röra sig i nordvästlig riktning, in i ett område med låga vertikala vindar. Man rapporterade att systemet började formas den 25 april. Den 27 april uppgraderade man systemet till en depression, och nästa dag uppgraderades den till den cykloniska stormen Nargis. Några timmar senare uppgraderades den till en kraftig cyklon. Nästa dag fick den status som en mycket kraftig cyklon.
Efter att Nargis nått land försvagades den mycket snabbt innan den helt avmattades.

## Skador

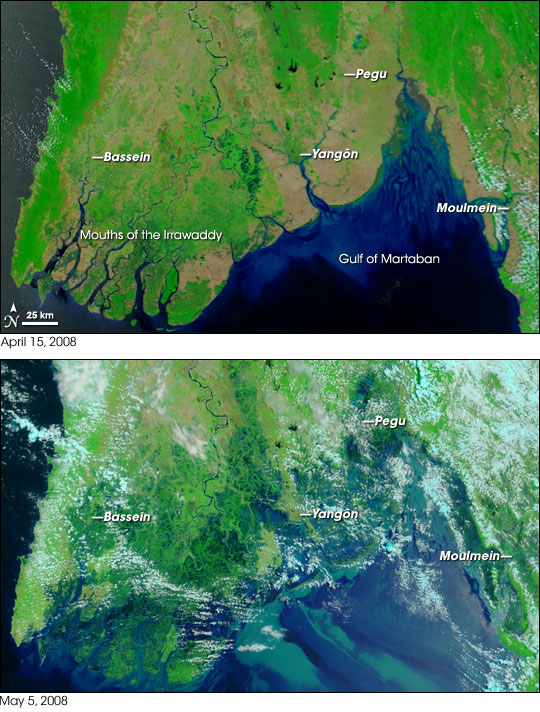
Före (ovan) efter (undre)

### Burma
Nargis orsakade stora skador i Myanmar. I största staden Rangoon skadades flera byggnader och många delar av staden är utan ström och telefoni.  De värst drabbade områdena är området runt floden Irrawaddy där uppemot all bebyggelse ska ha förstörts.
Antalet döda och saknade i Myanmar som följd av cyklonen beräknas vara över 138 000, där de officiella siffrorna anger antalet döda till 84 537 och 53 836 saknade.

### Övriga länder
I Sri Lanka producerade cyklonen kraftiga regnfall, vilket ledde till översvämningar och jordskred i tio av Sri Lankas distrikt. Omkring 35 000 har drabbats av cyklonen. Tre personer rapporterades skadade, och två andra döda. 